# ГАЕС Венда-Нова ІІІ
ГАЕС Венда Нова ІІІ (порт. Barragem da Venda Nova) — гідроелектростанція на півночі Португалії.
На початку 2000-х років у сточищі річки Каваду спорудили ГАЕС Венда Нова ІІ, яка використовувала вже наявні водосховища. Невдовзі вирішили підсилити балансуючі потужності шляхом повторного застосування цієї схеми, розпочавши у 2010-му проект ГАЕС Венда Нова ІІІ. Верхнім резервуаром останньої так само буде сховище ГЕС Венда-Нова, створене зведеною на Рабагао (ліва притока Каваду) бетонною арковою греблею висотою 97 метрів та довжиною 230 метрів, на спорудження якої пішло 228 тис. м3 матеріалу. Вона утримує водосховище із площею поверхні 4 км2 та об'ємом 95 млн м3 (корисний об'єм 93 млн м3), рівень якого за нормальних умов може коливатись між позначками 645 та 700 метрів НРМ.
Як нижній резервуар слугуватиме сховище ГЕС Саламонде, створене на Каваду бетонною арковою греблею висотою 75 метрів та довжиною 284 метри, на спорудження якої пішло 93 тис. м3 матеріалу. Вона утримує водойму із площею поверхні 2,4 км2 та об'ємом 65 млн м3 (корисний об'єм 56 млн м3).
Між цими двома сховищами споруджений підземний машинний зал, висота якого сягає 50 метрів. Для перекачування води й виконання інших функцій прокладено 9 км тунелів. Також виконали підсилення берега сховища Саламонде на висоту до 60 метрів.
Основне обладнання станції становитимуть дві оборотні турбіни типу Френсіс потужністю по 390,6 МВт, які мають виробляти 1,4 млрд кВт-год електроенергії на рік.
Введення станції в експлуатацію заплановане на 2017 рік. Інвестиції у проект Венда-Нова ІІІ перевищуватимуть 320 млн євро.